# 29 de janeiro
29 de janeiro é o 29.º dia do ano no calendário gregoriano. Faltam 336 dias para acabar o ano (337 em anos bissextos).

## Eventos históricos

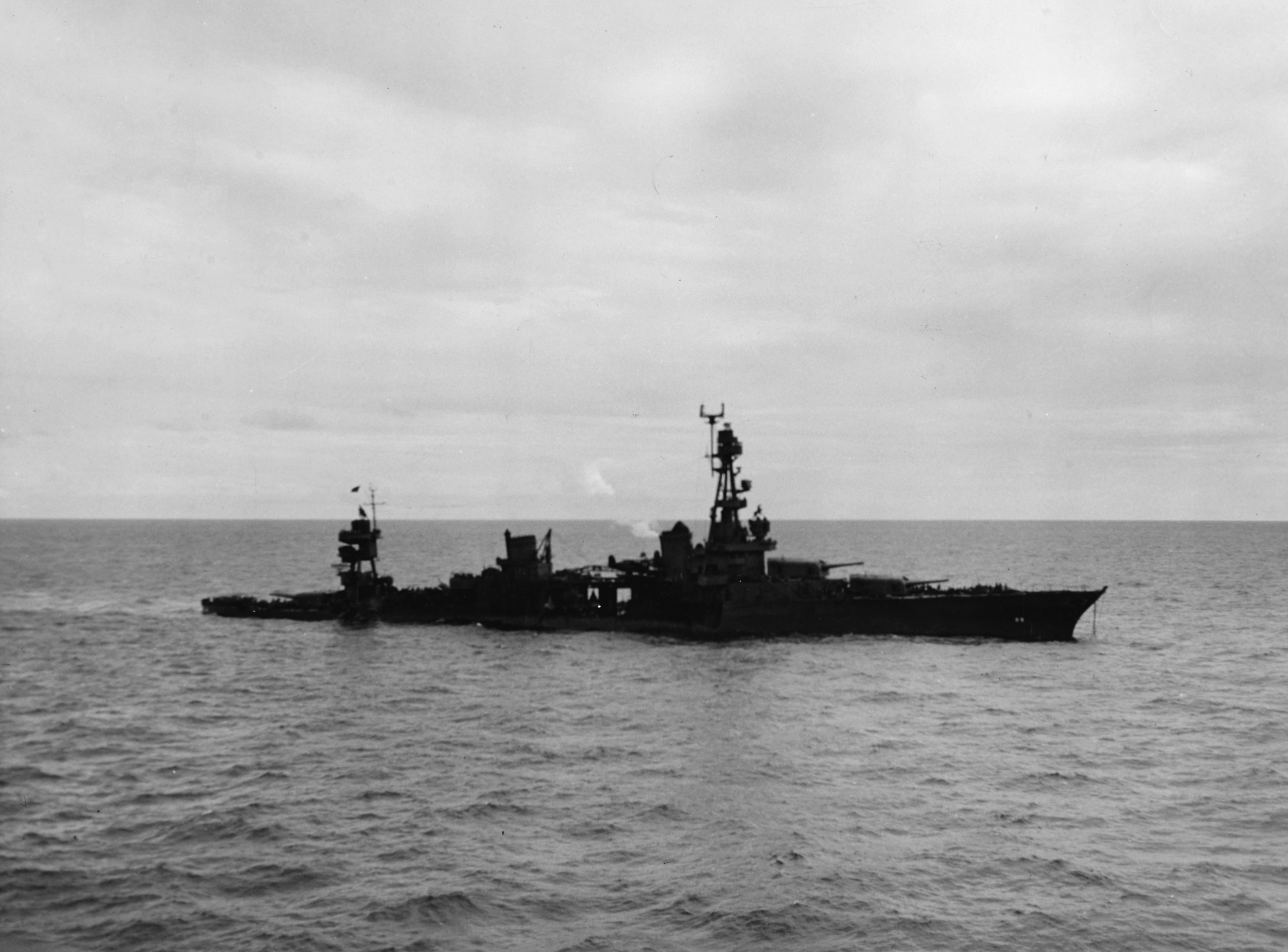
1943: Batalha da Ilha Rennell: o torpedeado USS Chicago navega no Pacífico.

- 0757 — An Lushan, líder de uma revolta contra a dinastia Tang da China, é assassinado por seu próprio filho.
- 0904 — Sérgio III interrompe sua aposentadoria para assumir o papado do deposto antipapa Cristóvão.
- 0946 — O califa Almostacfi é cegado e deposto por Mu'izz al-Dawla, governante do Império Buída. É sucedido por Almuti como califa do Califado Abássida.
- 1814 — Guerra da Sexta Coligação: a França derrota a Rússia e a Prússia na Batalha de Brienne.
- 1819 — Stamford Raffles desembarca na ilha de Cingapura.[1]
- 1845 — "O Corvo" é publicado no The Evening Mirror em Nova Iorque, a primeira publicação com o nome do autor, Edgar Allan Poe.
- 1850 — Henry Clay apresenta o Compromisso de 1850 ao Congresso dos Estados Unidos.
- 1886 — Karl Benz patenteia o primeiro automóvel bem-sucedido à gasolina.[2]
- 1891 — Liliʻuokalani é proclamada a última monarca e única rainha regente do Reino do Havaí.[3]
- 1911 — Revolução Mexicana: Mexicali é capturada pelo Partido Liberal Mexicano, desencadeando a Rebelião da Baixa Califórnia.
- 1916 — Primeira Guerra Mundial: Paris é bombardeada pela primeira vez por zepelins alemães.
- 1918 — Guerra Ucraniano-Soviética: o Exército Vermelho bolchevique, a caminho de sitiar Kiev, é recebido por um pequeno grupo de estudantes militares.
- 1943 — Primeiro dia da Batalha da Ilha Rennell, o cruzador norte-americano USS Chicago é torpedeado e seriamente danificado por bombardeiros japoneses.
- 1973 — O voo 741 da EgyptAir cai nas montanhas Kyrenia, no Chipre, matando 37 pessoas.[4]
- 1989 — Guerra Fria: a Hungria estabelece relações diplomáticas com a Coreia do Sul, tornando-se a primeira nação do Bloco Oriental a fazê-lo.[5]
- 1991 — Guerra do Golfo: começa a Batalha de Khafji, o primeiro grande engajamento terrestre da guerra, bem como o mais mortal.
- 1996 — Presidente Jacques Chirac anuncia um "fim definitivo" para o teste de armas nucleares francesas.
- 2001 — Milhares de estudantes manifestantes na Indonésia invadem o Parlamento e exigem que o presidente Abdurrahman Wahid renuncie devido ao suposto envolvimento em escândalos de corrupção.[6]
- 2002 — Em seu Discurso sobre o Estado da União, o presidente George W. Bush descreve "regimes que patrocinam o terror" como um Eixo do mal, no qual ele inclui o Iraque, o Irã e a Coreia do Norte.
- 2005 — Os primeiros voos comerciais diretos da China continental (de Guangzhou) para Taiwan desde 1949 chegaram a Taipei. Pouco depois, um voo da China Airlines pousa em Pequim.[7]
- 2008 — Um tribunal egípcio decide que as pessoas que não aderem a uma das três religiões reconhecidas pelo governo, embora não tenham permissão para listar qualquer crença fora dessas três, ainda são elegíveis para receber documentos de identidade do governo.[8]
- 2013 — O voo 760 da SCAT Airlines cai perto da cidade cazaque de Almaty, matando 21 pessoas.[9]
- 2014 — Conflito de Rojava: A Região de Afrin declara sua autonomia em relação à República Árabe Síria.[10]
- 2017 — Atentado à mesquita de Quebec: Alexandre Bissonnette abre fogo na mesquita de Sainte-Foy, Quebec, matando seis e ferindo outros 19.
- 2024 — Um ser humano recebe primeiro implante de chip cerebral da Neuralink.
- 2025 — Colisão aérea envolvendo aeronave comercial e helicóptero militar causa 67 mortes em Washington D.C., Estados Unidos.

## Nascimentos

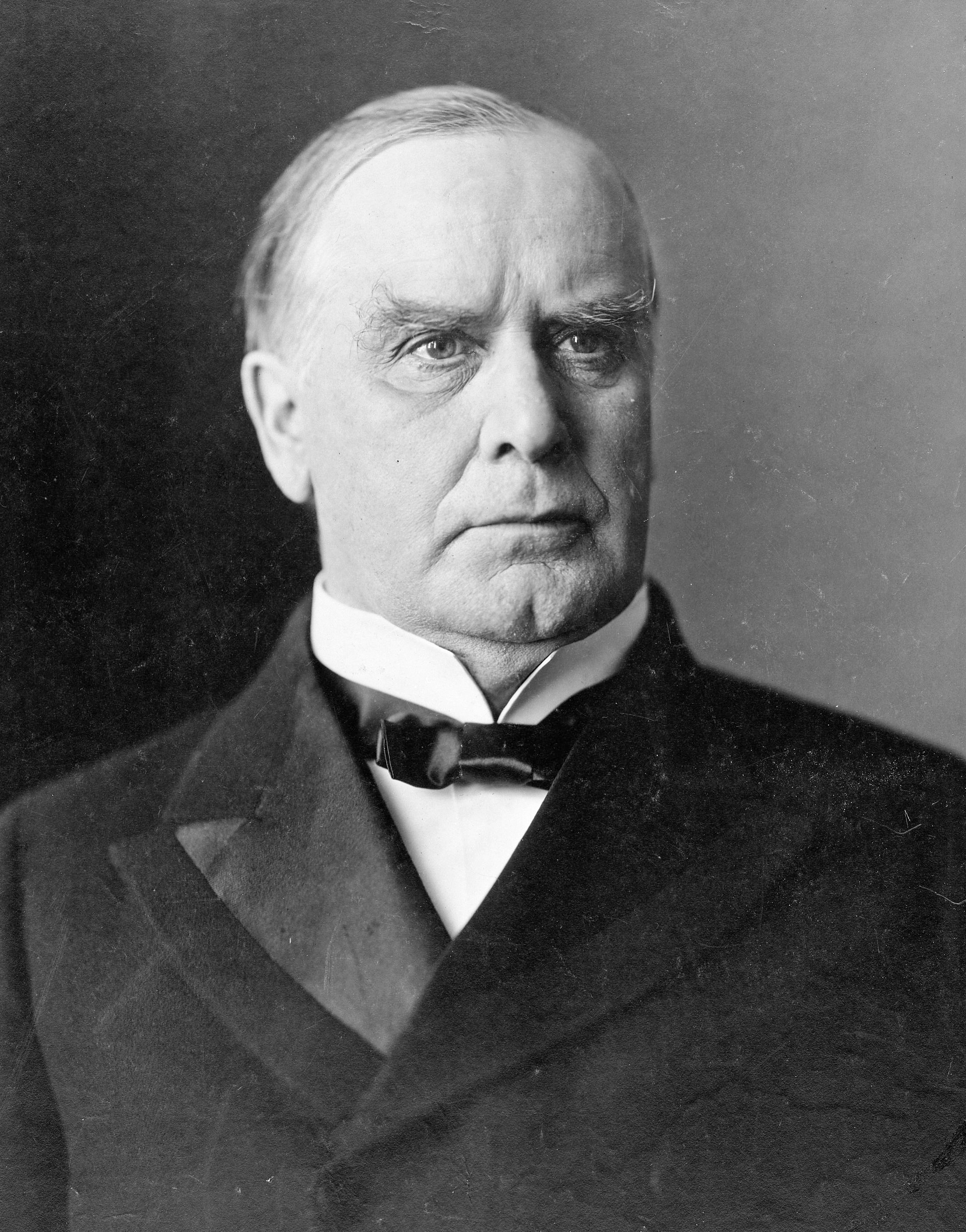
William McKinley

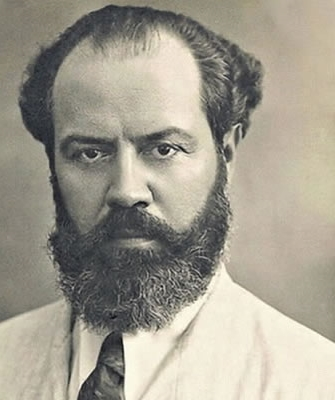
Barão de Itararé

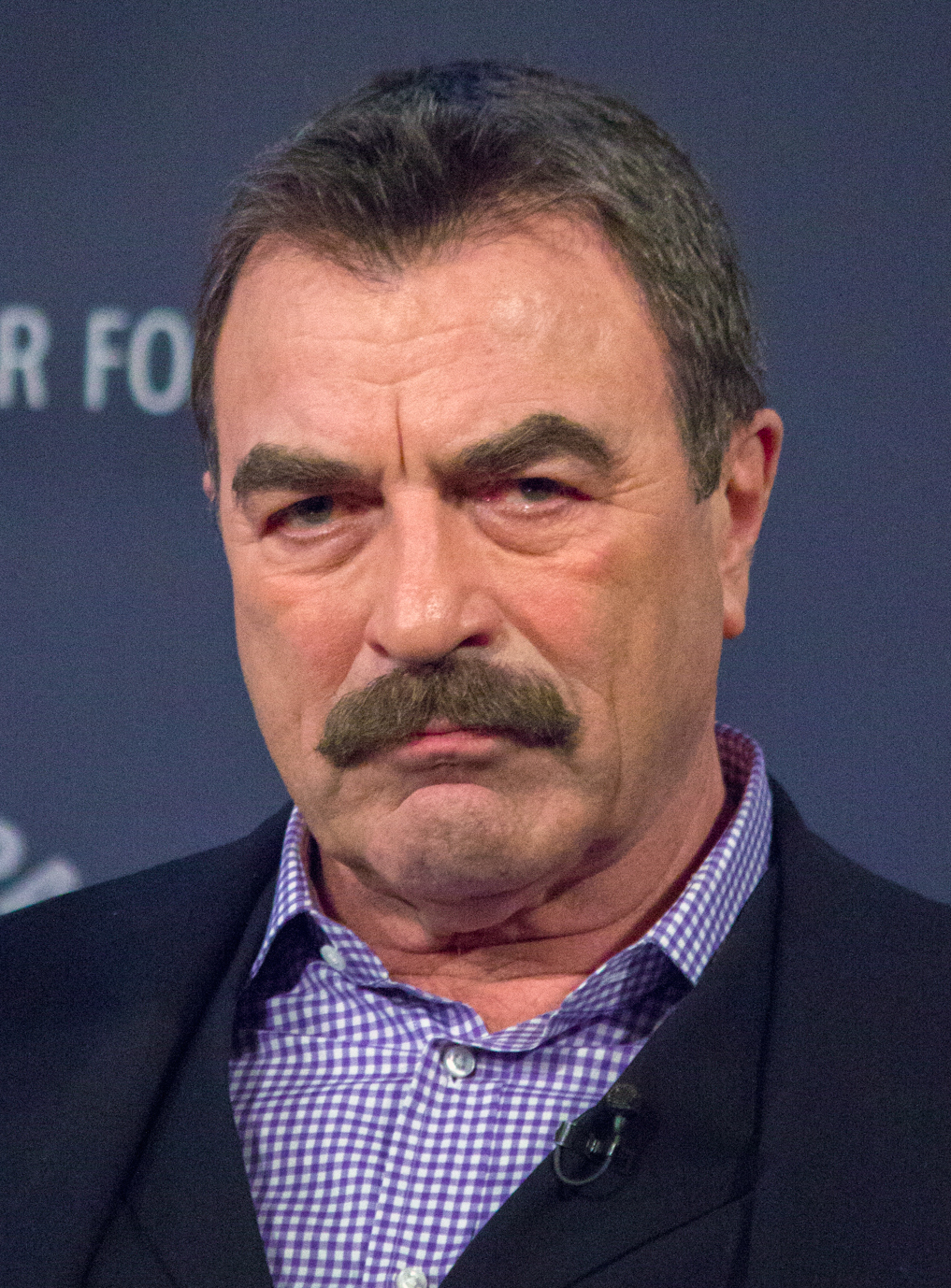
Tom Selleck

Jerry Adriani

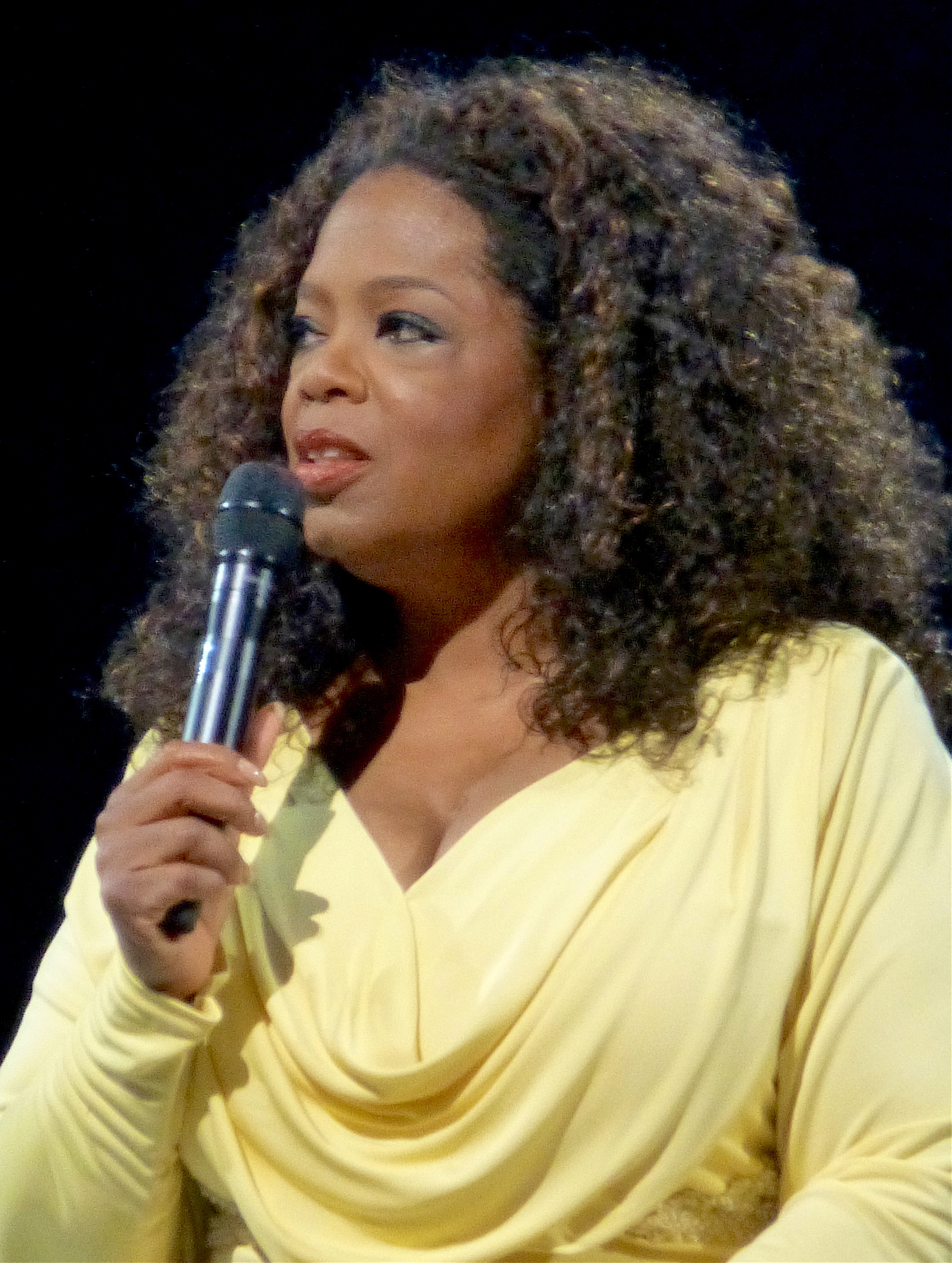
Oprah Winfrey

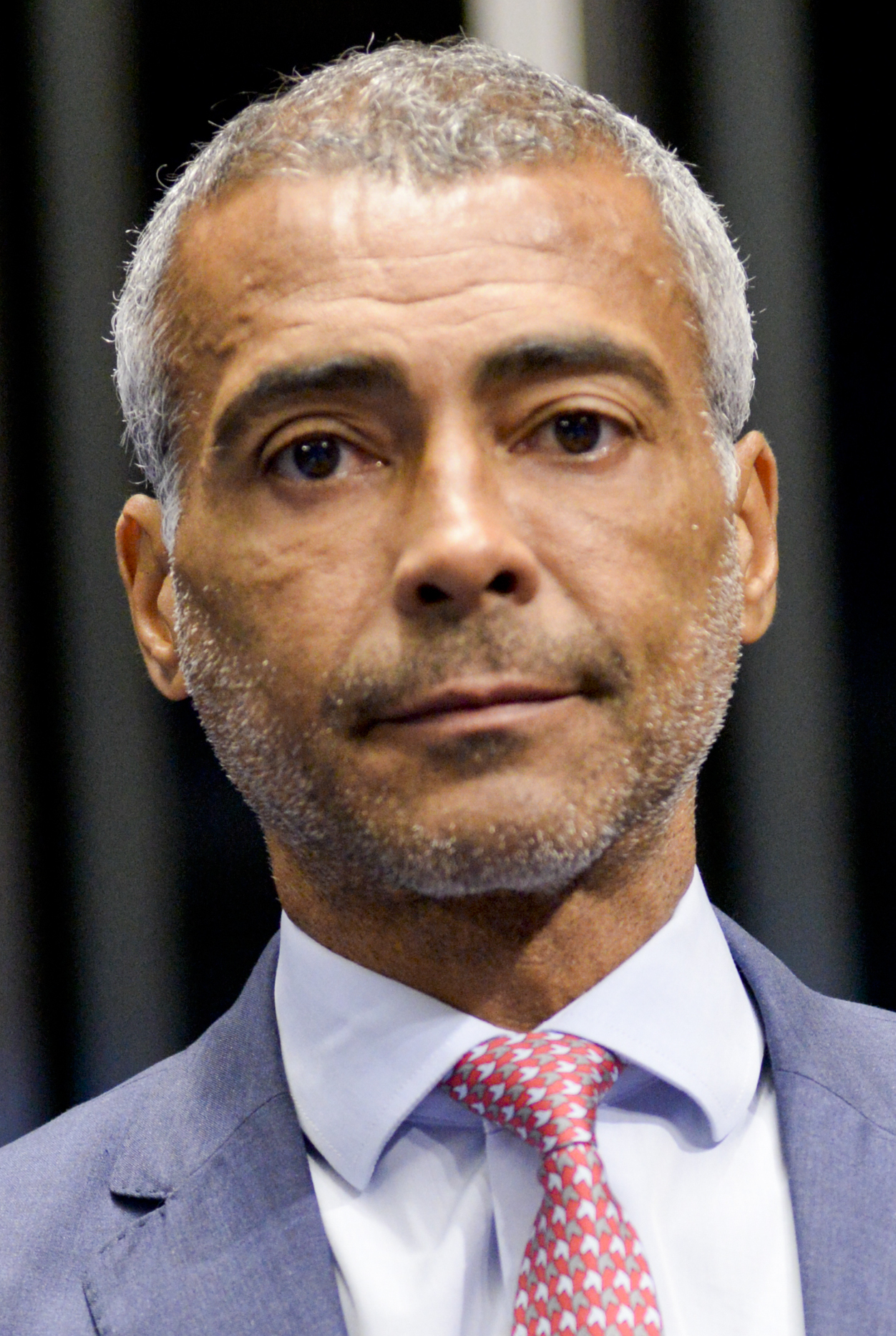
Romário

### Anterior ao século XIX
- 1455 — Johann Reuchlin, humanista e estudioso alemão (m. 1522).
- 1475 — Giuliano Bugiardini, pintor italiano (m. 1555).
- 1499 — Catarina de Bora, esposa de Martinho Lutero (m. 1552).
- 1525 — Lélio Socino, humanista e reformador italiano (m. 1562).
- 1584 — Frederico Henrique, Príncipe de Orange (m. 1647).
- 1591 — Franciscus Junius, pioneiro da filologia germânica (m. 1677).
- 1602 — Amália Isabel, condessa de Hanau-Münzenberg (m. 1651).
- 1632 — Johannes Georgius Graevius, estudioso e crítico alemão (m. 1703).
- 1673 — Francisco Xavier de Meneses, escritor português (m. 1743).
- 1688 — Emanuel Swedenborg, astrônomo, filósofo e teólogo sueco (m. 1772).
- 1715 — Georg Christoph Wagenseil, organista e compositor austríaco (m. 1777).
- 1717 — Jeffery Amherst, marechal e político britânico (m. 1797).
- 1749 — Cristiano VII da Dinamarca (m. 1808).
- 1756 — Henry Lee III, general e político americano (m. 1818).
- 1761 — Albert Gallatin, etnólogo, linguista e político suíço-americano (m. 1849).
- 1782 — Daniel Auber, compositor francês (m. 1871).

### Século XIX
- 1810 — Ernst Kummer, matemático e acadêmico polonês-alemão (m. 1893).
- 1840 — Henry Huttleston Rogers, industrial, capitalista e empresário estadunidense (m. 1909)
- 1843 — William McKinley, militar, advogado e político norte-americano (m. 1901).
- 1860
  - Anton Tchekhov, dramaturgo e contista russo (m. 1904).
  - William Jacob Baer, retratista norte-americano (m. 1941).
- 1861 — Florida Ruffin Ridley, ativista de direitos civis, professora, editora e escritora americana (m. 1943).
- 1862 — Frederick Delius, compositor britânico (m. 1934).
- 1866 — Romain Rolland, historiador, escritor e dramaturgo francês (m. 1944).
- 1867 — Vicente Blasco Ibáñez, jornalista e escritor espanhol (m. 1928).
- 1874 — John D. Rockefeller, Jr., empresário e filantropo americano (m. 1960).
- 1880 — W. C. Fields, ator, comediante e roteirista norte-americano (m. 1946).
- 1888
  - Sydney Chapman, matemático e geofísico britânico (m. 1970).
  - Wellington Koo, estadista chinês (m. 1985).
- 1891 — Richard Norris Williams, tenista e banqueiro suíço-americano (m. 1968).
- 1892 — Ernst Lubitsch, diretor de cinema, produtor, escritor e ator teuto-americano (m. 1947).
- 1895 — Barão de Itararé, jornalista e articulista brasileiro (m. 1971).

### Século XX

#### 1901–1950
- 1903 — Yeshayahu Leibowitz, bioquímico e filósofo russo-israelense (m. 1994).
- 1905 — Barnett Newman, pintor e gravador americano (m. 1970).
- 1907 — Clóvis Graciano, pintor, desenhista e ilustrador brasileiro (m. 1988).
- 1913 — Victor Mature, ator americano (m. 1999).
- 1915
  - Bill Peet, escritor e ilustrador americano (m. 2002).
  - John Serry Sr., acordeonista e compositor ítalo-americano (m. 2003).
- 1918 — John Forsythe, ator americano (m. 2010).
- 1923 — Paddy Chayefsky, escritor e roteirista americano (m. 1981).
- 1924 — Bianca Maria Piccinino, jornalista e apresentadora de televisão italiana.
- 1926
  - Abdus Salam, físico e acadêmico paquistanês-britânico (m. 1996).
  - Robert Falkenburg, tenista e empresário norte-americano (m. 2022).
  - Roberto Goyeneche, cantor de tango argentino (m. 1994).
- 1927 — Edward Abbey, ambientalista e escritor americano (m. 1989).
- 1928 — Joseph Kruskal, matemático e cientista da computação americano (m. 2010).
- 1929 — Elio Petri, diretor e roteirista italiano (m. 1982).
- 1931
  - Leslie Bricusse, dramaturgo e compositor britânico (m. 2021).
  - Ferenc Mádl, acadêmico e político húngaro (m. 2011).
- 1932 — Tommy Taylor, futebolista britânico (m. 1958).
- 1933 — Sacha Distel, cantor e guitarrista francês (m. 2004).
- 1935 — Luboš Kohoutek, astrônomo tcheco (m. 2023).
- 1936 — Joaquín Peiró, ex-futebolista e treinador de futebol espanhol (m. 2020).
- 1939 — Germaine Greer, jornalista e escritora australiana.
- 1940
  - Katharine Ross, atriz e escritora estadunidense.
  - Kunimitsu Takahashi, automobilista e motociclista japonês (m. 2022).
- 1944
  - Andrew Loog Oldham, produtor musical e empresário britânico.
  - Stoyan Yordanov, ex-futebolista búlgaro.
  - Kim Yung-kil, ex-futebolista norte-coreano.
- 1945
  - Tom Selleck, ator e empresário estadunidense.
  - Ibrahim Boubacar Keïta, acadêmico e político maliense (m. 2022).
- 1946 — Bettye LaVette, cantora e compositora americana.
- 1947
  - Jerry Adriani, cantor e ator brasileiro (m. 2017).
  - David Byron, cantor e compositor britânico (m. 1985).
  - Linda Buck, bióloga e acadêmica estadunidense.
- 1949
  - Raymond Keene, jogador de xadrez e escritor britânico.
  - Lori Sandri, treinador de futebol brasileiro (m. 2014).
  - Tommy Ramone, produtor e baterista húngaro-americano (m. 2014).
  - Yevgeniy Lovchev, ex-futebolista e treinador de futebol russo.
- 1950
  - Ann Jillian, atriz e cantora americana.
  - Jody Scheckter, ex-automobilista, empresário e comentarista esportivo sul-africano.

#### 1951–2000
- 1953
  - Charlie Wilson, cantor, compositor e produtor americano.
  - Teresa Teng, cantora taiwanesa (m. 1995).
- 1954
  - Oprah Winfrey, apresentadora de televisão, atriz e produtora norte-americana.
  - Richard Manitoba, cantor norte-americano.
- 1956
  - Carlos Rennó, compositor, letrista, escritor e jornalista brasileiro.
  - Sergey Borovskiy, ex-futebolista e treinador de futebol bielorrusso.
- 1957
  - Grażyna Miller, jornalista e poetisa polonesa (m. 2009).
  - Manuela Groß, ex-patinadora artística alemã.
- 1959 — Sergey Fesenko, ex-nadador ucraniano.
- 1960
  - Felipe Pinheiro, ator e redator brasileiro (m. 1993).
  - Greg Louganis, mergulhador e escritor estadunidense.
  - Gia Carangi, modelo norte-americana (m. 1986).
- 1961
  - Tássia Camargo, atriz brasileira.
  - Marcos Valério, publicitário e empresário brasileiro.
  - Petra Thümer, ex-nadadora e fotógrafa alemã.
  - Lee Tae-ho, ex-futebolista sul-coreano.
- 1965 — Dominik Hašek, ex-jogador de hóquei no gelo tcheco.
- 1966 — Romário, ex-futebolista e político brasileiro.
- 1967
  - Cyril Suk, ex-tenista tcheco.
  - Stacey King, jogador de basqute, treinador e comentarista esportivo americano.
- 1968 — Edward Burns, ator, diretor e produtor estadunidense.
- 1969
  - Hyde, cantor, compositor, produtor musical e ator japonês.
  - Wagner Lopes, ex-futebolista e treinador de futebol nipo-brasileiro.
- 1970
  - Heather Graham, atriz estadunidense.
  - Rajyavardhan Singh Rathore, coronel e político indiano.
  - Paul Ryan, político americano.
- 1971 — Robson de Oliveira Agondi, ex-futebolista brasileiro.
- 1973 — Soraya Moraes, cantora e compositora brasileira.
- 1974 — Kōji Wada, cantor japonês (m. 2016).
- 1975
  - Sara Gilbert, atriz, produtora e apresentadora de talk show americana.
  - Galit Chait, ex-patinadora artística israelense.
  - Kelly Packard, atriz norte-americana.
  - Sharif Atkins, ator norte-americano.
- 1976 — Saúl Martínez, ex-futebolista hondurenho.
- 1977
  - Justin Hartley, ator estadunidense.
  - Gloria Vanique, jornalista e apresentadora brasileira
- 1978
  - Débora Lamm, atriz brasileira.
  - Paulo Antunes, jornalista e ator brasileiro.
- 1979
  - Sarah Oliveira, ex-VJ e apresentadora brasileira.
  - Andrew Keegan, ator norte-americano.
- 1980
  - Katie Lohmann, modelo norte-americana.
  - Ivan Klasnić, ex-futebolista teuto-croata.
  - Jason James Richter, ator norte-americano.
- 1981
  - Álex Ubago, cantor e compositor espanhol.
  - Alex Figge, automobilista estadunidense.
- 1982
  - Leonardo Ponzio, futebolista argentino.
  - Kim Dong-jin, futebolista sul-coreano.
  - Adam Lambert, cantor, compositor e ator norte-americano.
- 1983 — Brian Michael Smith, ator americano.
- 1984 — Nuno Morais, futebolista português.
- 1985
  - Athina Onassis Roussel, hipista francesa.
  - Isabel Lucas, atriz australiana.
  - Leilah Moreno, cantora e atriz brasileira.
  - Wágner, futebolista brasileiro.
  - Marc Gasol, jogador de basquete espanhol.
- 1986
  - Bryce Davison, ex-patinador artístico canadense.
  - Drew Tyler Bell, ator estadunidense.
  - Simon Vukčević, futebolista montenegrino.
- 1987 — Matthew Wilson, automobilista britânico.
- 1988
  - Denys Boyko, futebolista ucraniano.
  - Raffaella Fico, modelo e atriz italiana.
  - Tatyana Chernova, heptatleta russa.
  - Johny Placide, futebolista haitiano.
  - Marie-Laure Delie, futebolista francesa.
  - Josip Iličić, futebolista esloveno.
  - Shaleum Logan, futebolista britânico.
  - Davy Jones, youtuber brasileiro.
- 1989 — Selim Ben Djemia, futebolista tunisiano.
- 1990
  - Grzegorz Krychowiak, futebolista polonês.
  - Daisuke Suzuki, futebolista japonês.
- 1991 — Eloy Casagrande, músico brasileiro.
- 1992 — Rodinei, futebolista brasileiro.
- 1993
  - Kyary Pamyu Pamyu, cantora japonesa.
  - Michelle Larcher de Brito, tenista portuguesa.
  - Masatoshi Kushibiki, futebolista japonês.
- 1994 — Phillipp Mwene, futebolista austríaco.
- 1997 — Yui Hasegawa, futebolista japonêsa.
- 1998 — Ana Rute, futebolista portuguesa.
- 1999 — Vinícius Moreno, ator brasileiro.

### Século XXI
- 2001 — Daehwi, cantor e apresentador sul-coreano.
- 2003
  - Jarell Quansah, futebolista inglês.
  - Gretchen Walsh, nadadora estadunidense.

## Mortes

### Anterior ao século XIX
- 0757 — An Lushan, general chinês (n. 703).
- 1119 — Papa Gelásio II (n. 1060).
- 1465 — Luís, Duque de Saboia (n. 1413).
- 1608 — Frederico I, Duque de Württemberg (n. 1557).
- 1632 — Jan Porcellis, pintor neerlandês (n. 1584).
- 1647 — Francis Meres, padre e escritor inglês (n. 1565).
- 1678 — Jerónimo Lobo, missionário e escritor português (n. 1593).
- 1682 — João Álvares Frovo, bibliotecário e compositor português (n. 1602).
- 1743 — André Hercule de Fleury, cardeal francês (n. 1653).

### Século XIX
- 1814 — Johann Gottlieb Fichte, filósofo alemão (n. 1762).
- 1819 — Isabella Stanhope, Condessa de Sefton (n. 1748).
- 1820 — Jorge III do Reino Unido (n. 1738).
- 1824 — Luísa de Stolberg-Gedern (n. 1752).
- 1829 — Paul Barras, capitão e político francês (n. 1755).
- 1859 — William Hickling Prescott, historiador norte-americano (n. 1796).
- 1860 — Ernst Moritz Arndt, escritor alemão (n. 1769).
- 1870 — Leopoldo II, Grão-duque da Toscana (n. 1797).
- 1888 — Edward Lear, poeta e ilustrador britânico (n. 1812).
- 1899 — Alfred Sisley, pintor franco-britânico (n. 1839).

### Século XX
- 1905 — José do Patrocínio, jornalista, escritor e ativista político brasileiro (n. 1854).
- 1906 — Cristiano IX da Dinamarca (n. 1818).
- 1912 — Herman Bang, escritor dinamarquês (n. 1857).
- 1928 — Douglas Haig, marechal britânico (n. 1861).
- 1931 — Henri Mathias Berthelot, general francês (n. 1861).
- 1933 — Sara Teasdale, poetisa americana (n. 1884).
- 1934 — Fritz Haber, químico e engenheiro polonês-alemão (n. 1868).
- 1940 — Pedro de Alcântara de Orléans e Bragança, Príncipe de Orléans e Bragança (n. 1875).
- 1941 — Ioánnis Metaxás, general e político grego (n. 1871).
- 1944 — William Allen White, jornalista e escritor americano (n. 1868).
- 1946 — Harry Hopkins, empresário e político americano (n. 1890).
- 1948 — Aimone, Duque de Aosta (n. 1900).
- 1956 — H. L. Mencken, jornalista e crítico social estadunidense (n. 1880).
- 1963
  - Isaías de Noronha, político brasileiro (n. 1874).
  - Robert Frost, poeta e dramaturgo estadunidense (n. 1874).
- 1964 — Alan Ladd, ator americano (n. 1913).
- 1969 — Allen Dulles, banqueiro, advogado e diplomata americano (n. 1893).
- 1970 — Basil Liddell Hart, militar, historiador e jornalista franco-britânico (n. 1895).
- 1978 — Ademar Gonzaga, ator e diretor brasileiro (n. 1901).
- 1980 — Jimmy Durante, artista americano (n. 1893).
- 1988 — Seth Neddermeyer, físico americano (n. 1907).
- 1991 — Yasushi Inoue, escritor e poeta japonês (n. 1907).
- 1992 — Willie Dixon, cantor, compositor e produtor americano (n. 1915).
- 1997 — Osvaldo Soriano, escritor e jornalista argentino (n. 1943).
- 2000 — Herbert Schiller, sociólogo e autor americano (n. 1919).

### Século XXI
- 2002 — Harold Russell, militar e ator canadense-americano (n. 1914).
- 2004 — Leonor Bassères, escritora, crítica literária e autora de telenovelas brasileira (n. 1926).
- 2005 — Ephraim Kishon, escritor, roteirista e diretor israelense (n. 1924).
- 2006 — Nam June Paik, artista sul-coreano-americano (n. 1932).
- 2008
  - Manuel Padilla, ator estadunidense (n. 1955).
  - Margaret Truman, cantora e escritora norte-americana (n. 1924).
  - Rubens Gerchman, artista plástico brasileiro (n. 1942).
- 2009
  - Hélio Gracie, mestre de arte marcial brasileiro (n. 1913).
  - John Martyn, cantor, compositor e guitarrista britânico (n. 1948).
- 2010 — Zahid Sheikh, jogador de hóquei em campo paquistanês (n. 1949).
- 2011
  - Geórgia Gomide, atriz brasileira (n. 1937).
  - Milton Babbitt, compositor, educador e teórico americano (n. 1916).
- 2012
  - Oscar Luigi Scalfaro, advogado e político italiano (n. 1918).
  - Camilla Williams, soprano e educadora americana (n. 1919).
- 2013 — Walter Zanini, historiador, crítico de arte e curador brasileiro (n. 1925).
- 2014 — Robert Resnick, físico estadunidense (n. 1923).
- 2015
  - Colleen McCullough, neurocientista, escritora e acadêmica australiana (n. 1937).
  - Rod McKuen, poeta, cantor, e compositor americano (n. 1933).
- 2016
  - Jacques Rivette, diretor, roteirista e crítico francês (n. 1928).
  - Jean-Marie Doré, advogado e político guineense (n. 1938).
- 2019
  - James Ingram, cantor, compositor e produtor musical estadunidense (n. 1952).
  - George Fernandes, político indiano (n. 1930).
- 2021 — Calane da Silva, poeta, escritor e jornalista moçambicano (n. 1945).
- 2022 — Howard Hesseman, ator americano (n. 1940).
- 2024
  - Samuel Guimarães, professor, diplomata e economista brasileiro (n. 1939).
  - Jandira Martini, atriz e produtora brasileira (n. 1945).
- 2025 — Richard Williamson, prelado católico inglês (n. 1940).

## Feriados e eventos cíclicos

### Internacional
- Dia Internacional do Hanseniano

### Brasil
- Dia Nacional da Visibilidade Trans
- Aniversário do município de Piraquara, Paraná.

### Portugal
- Dia da Incontinência urinária

### Cristianismo
- Afraates
- Andrei Rublev
- Gildas
- Josef Freinademetz
- Junípero

## Outros calendários
- No calendário romano era o 4.º dia (IV) antes das calendas de fevereiro.
- No calendário litúrgico tem a letra dominical A para o dia da semana.
- No calendário gregoriano a epacta do dia é ii.